# La Rochette (Hautes-Alpes)
La Rochette település Franciaországban, Hautes-Alpes megyében. Lakosainak száma 473 fő (2022. január 1.). La Rochette Ancelle, La Bâtie-Neuve, La Bâtie-Vieille, Forest-Saint-Julien, Gap és Rambaud községekkel határos.

## Népesség
A település népességének változása:
| Lakosok száma | 282  | 368  | 397  | 375  | 473  | 472  | 466  | 474  | 473  | 473  |
|               | 1968 | 1982 | 1990 | 2006 | 2013 | 2015 | 2017 | 2019 | 2020 | 2022 |